# Ge (volk)

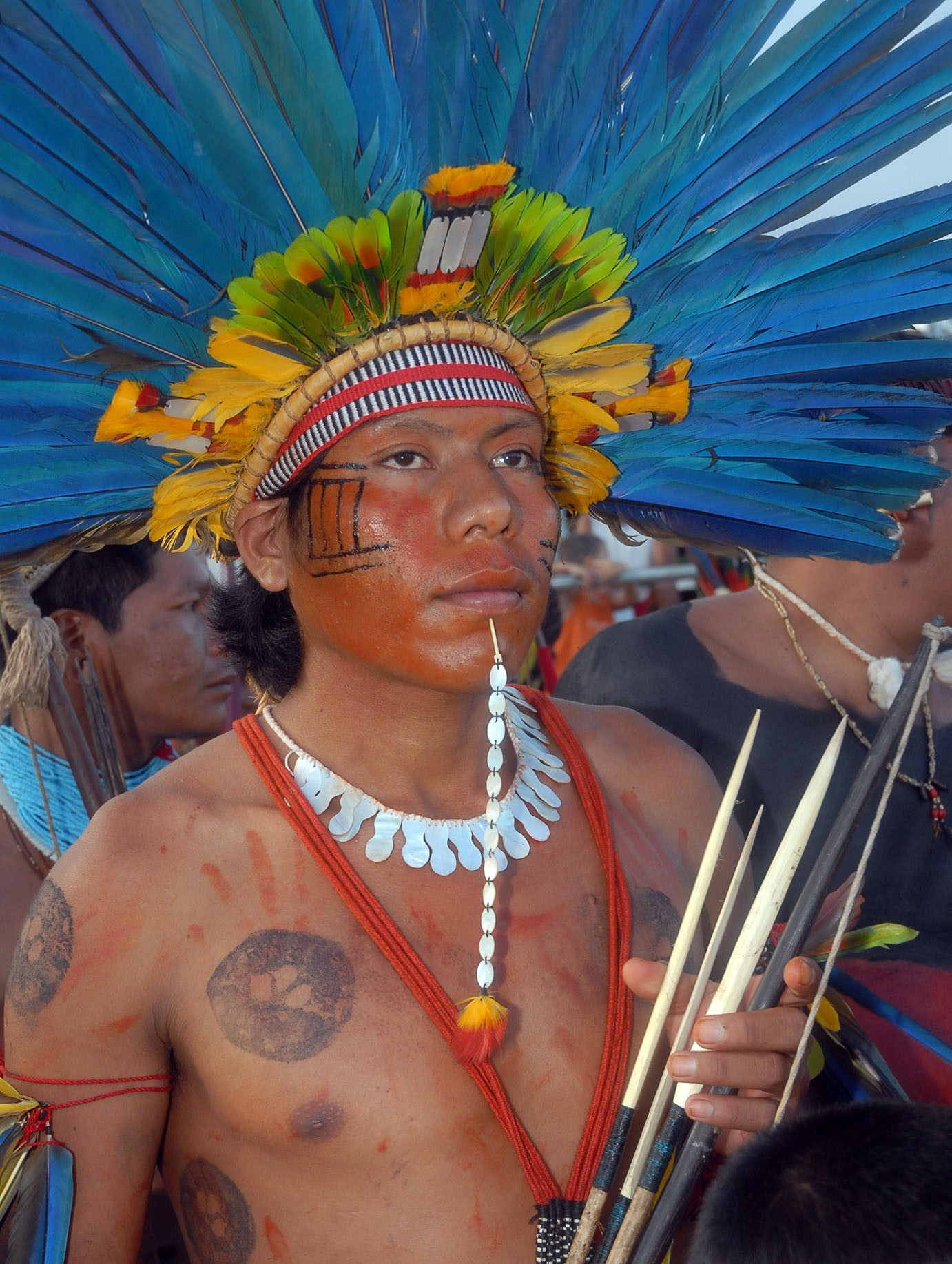
Een lid van de Bororo-Boe-stam, een van de centrale Gê-volkeren

De Gê is een groep Jê sprekende volkeren die in Brazilië leefden en nog leven.
De Gê leefden onder meer in de volgende Braziliaanse staten Rio de Janeiro, Minas Gerais, Bahia, Piauí, Mato Grosso, Goias, Tocantins, Maranhão, en werden zelfs tot in Paraguay aangetroffen.
Tot deze volken behoren de Timbira, de Kayapó en de Suyá (Kisedje) (noordwestelijke Gê); de Xavante (Aiuwe), de Xerente en de Akroá (centrale Gê); de Karajá; de Jeikó; de Kamakán; Maxakalí; de Guayaná; Purí (Coroado); de Bororo (Boe). De zuidelijke Gê omvatten onder meer de Kaingang en de Xokleng.

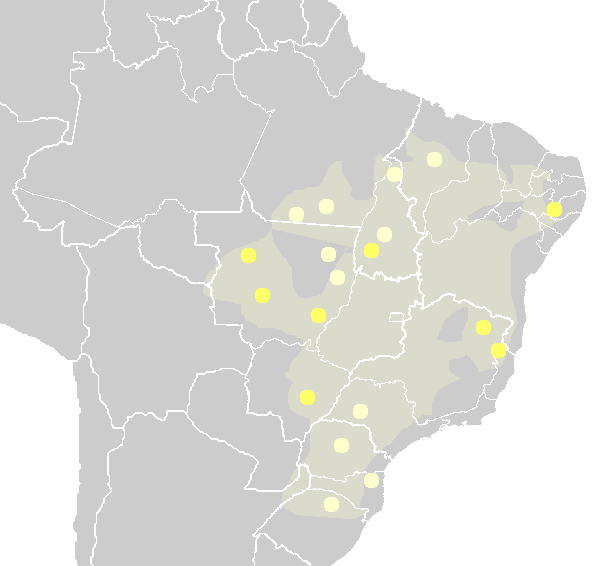
Het huidige verspreidingsgebied van de Jê-talen, waarbij de heldergele stippen het pure Jê aangeven, met verwante "macro"-Jê-gebieden in donkergeel. Het gearceerde gebied geeft aan waar tot vroeger Jê-sprekers woonden